# ホナタン・サンターナ
ホナタン・サンターナ・ヘーレ（Jonathan Santana Gehre, 1981年10月19日 - ）は、アルゼンチン・ブエノスアイレス出身の元パラグアイ代表サッカー選手。現役時代のポジションはミッドフィールダー（センターハーフ）。「サンタナ」とも表記される。

## 経歴
1998年、アルゼンチンの3部リーグに属するCAサン・テルモでプロデビューした。その後、プリメーラ・ディビシオンのCAサン・ロレンソ・デ・アルマグロやCAリーベル・プレートでプレーした。2006年8月、ドイツのVfLヴォルフスブルクと5年契約を結んだ。2010年7月15日、スュペル・リグのカイセリスポルに移籍した。
2017年2月5日、クルブ・ナシオナルと翌シーズン末までの契約を交わした。
2007年6月、自身の母親が持つパラグアイ国籍を取得した。コパ・アメリカ2007でパラグアイ代表としてプレーした。2010 FIFAワールドカップにもレギュラーとして臨んだが、グループリーグ第1戦のイタリア戦で負傷し、大会を去った。2011年6月4日のボリビア戦で代表初得点を挙げた。

## 代表歴

### 出場大会
- パラグアイ代表
  - 2007年6月20日 - A代表初出場 - ボリビア戦
  - 2007年 - コパ・アメリカ (ベスト8)
  - 2010年 - FIFAワールドカップ (ベスト8)
  - 2011年6月4日 - A代表初得点 - ボリビア戦
  - 2011年 - コパ・アメリカ (準優勝)

### 試合数
- 国際Aマッチ 35試合 1得点（2007年-2016年）[2]

| パラグアイ代表 | 国際Aマッチ | 国際Aマッチ |
| 年             | 出場        | 得点        |
| -------------- | ----------- | ----------- |
| 2007           | 7           | 0           |
| 2008           | 9           | 0           |
| 2009           | 4           | 0           |
| 2010           | 8           | 0           |
| 2011           | 3           | 0           |
| 2012           | 1           | 1           |
| 2013           | 0           | 0           |
| 2014           | 0           | 0           |
| 2015           | 2           | 0           |
| 2016           | 1           | 0           |
| 通算           | 35          | 1           |

## タイトル
サン・ロレンソ
- コパ・メルコスール : 2001

ヴォルフスブルク
- ブンデスリーガ : 2008-09

セロ・ポルテーニョ
- リーガ・パラグアージャ : 2015A